# Hiesse
Hiesse település Franciaországban, Charente megyében. Lakosainak száma 238 fő (2022. január 1.). Hiesse Alloue, Ansac-sur-Vienne, Confolens, Épenède, Lessac és Pressac községekkel határos.

## Népesség
A település népessége az elmúlt években az alábbi módon változott:
| Lakosok száma | 422  | 342  | 295  | 251  | 242  | 245  | 243  | 243  | 241  | 238  |
|               | 1968 | 1982 | 1990 | 2006 | 2013 | 2015 | 2017 | 2019 | 2020 | 2022 |